# 列伊基夫 (大巴加奇卡區)
列伊基夫（烏克蘭語：Лейків）是位於烏克蘭中部波爾塔瓦州裏米爾霍羅德區的村莊，處於普肖爾河右岸，該城鎮距離馬列尼奇1.5公里。